# 湖口鄉
湖口鄉（臺灣客家語海陸腔：fu kieuˊ hiongˋ），舊稱「大窩口」、「大湖口」，位於臺灣新竹縣西北部，桃竹兩地間的丘陵與臺地交接地帶，為新竹縣北部地方中心及重要門戶。北、東北與桃園市新屋、楊梅兩區毗鄰，西臨新豐鄉，南連竹北市，東南接新埔鎮。鄉內人口約有8.4萬人，是新竹縣人口第三多的行政區（僅次於竹北市、竹東鎮），亦為臺灣人口最多的鄉。
由於降雨季節集中，河川短淺，地下水不足，早年即有鑿窪數個蓄水池，在水田種植面積日益減少之下，埤塘多已填平、廢棄或者轉型發展養殖漁業，是新竹縣內陸養殖業最發達的鄉鎮。1970年代以後隨著新竹工業區的設立，湖口鄉成為新竹縣的工業重鎮，後隨科技業的發展，並且鄰近新竹科學園區，高速公路的連貫，逐漸成為高科技產業進駐地區。

## 歷史

### 地名

#### 舊稱
湖口舊稱「大窩口」（臺灣客家語海陸腔：tai+ voˋ kieuˊ），所謂「窩」指畚箕狀地形，為客家語中對山間三面封閉、一面開放的地形之稱呼，該鄉以東區域亦有羊喜窩、糞箕窩等古地名。而湖口早年的開墾地當中（今湖口老街）正位於這些窩地的出入口，故有此稱。且因「大湖口」與「大窩口」的臺灣客家語發音相近，所以在譯名時就以大湖口命名，後來簡稱為「湖口」。

#### 老湖口與新湖口
現今的湖口，經常被當地人以「老湖口」、「新湖口」之別做稱呼。1893年10月30日縱貫鐵道設置大湖口驛，由於1929年該地鐵道向西北遷移改線至較為平坦的下北勢，隨著新驛站的設置及市區改正計畫推動下，湖口的政經中心則逐漸由原大湖口驛站轉移到新湖口火車站，而原地方中心舊有官道（今台1線）經過，人文歷史與穩定的人潮車流使此區並續發展，才未迅速被新市區取代，因此發展出「老湖口」和「新湖口」地名的特殊現象。現在行經台1線及縣道117號，依舊可見到道路標誌指引牌上標示著「老湖口」及「新湖口」。

### 沿革
1895年4月17日，清日簽訂《馬關條約》，將臺灣納日版圖。6月28日，臺灣分三縣一聽，湖口隸屬臺北縣新竹支廳竹北二堡:1454。1897年5月，改為六縣三廳，屬新竹縣新埔辦務署。1898年3月，改為三縣三廳，屬臺北縣新埔辦務署。1899年，新埔辦務署降為新埔辦務支署，歸屬臺北縣新竹辦務署:1455。1901年11月9日，調整地方行政制度，改縣置廳，全臺分二十廳，湖口隸屬新竹廳新埔支廳第十六區，下分32個庄。1903年3月，街庄整併，第十六區的32個街庄整併為14個庄:1456。1909年，第十六區改名「大湖區」。1920年10月1日，再度調整地方行政制度，改設州郡，湖口屬新竹州新竹郡:1457。1936年，湖口庄行政中心由大湖口遷往北勢，大湖口成為「老湖口」，北勢則為「新湖口」:166。
戰後1945年10月，中華民國政府接管臺灣:169，湖口庄改為「湖口鄉」，隸屬新竹縣新竹區:1460。1950年，行政區域調整為新竹縣湖口鄉，下轄中勢村、孝勢村、仁勢村、愛勢村、信勢村、德盛村、和興村、波羅村、湖口村、湖鏡村、長嶺村、鳳山村、鳳凰村、羊窩村（今祥喜村）、番湖村（今湖南村）、北窩村（今長安村）等16個村:1461－1462。之後除了村名更改，湖口鄉內村數尚有歷經三次變更，至2001年起，湖口鄉共轄20個村:169。

## 地理

### 地形與位置
處於湖口台地的西部、東與伯公岡台地接鄰、北與中壢台地、桃園台地和林口台地相連。這片台地上佈滿塘埤、溪流，過往是重要的稻米產地，湖口鄉地處丘陵和台地的交接處，向來是竹塹城往北的重要通道，現今仍為桃竹苗地區南北交通重鎮；國道一號、縱貫鐵路、台1線等重要的交通路線都經過本地，使得湖口鄉不僅成為新竹縣北方的地方中心，也是新竹縣與桃園市聯絡的重要門戶。

### 氣候
湖口鄉的氣候為夏熱冬涼，氣溫變化由2月快速上升至7月，之後緩慢下降至9月，其中6月至9月均在攝氏27度以上，其後氣溫再由9月快速下降至2月。2014年至2018年的氣候資料顯示，年平均氣溫約為22.7度，月均溫最高為7月的29.3度，最低為2月的14.8度:75。年降水量約為1,272毫米，雨量最多為6月的252毫米，最少為11月的35毫米:76。

### 人口
根據新竹縣湖口鄉戶政事務所及內政部戶政司統計，2024年底湖口鄉戶數約3.3萬戶，人口約8.4萬人，人口密度每平方公里約1,433人，是臺灣人口最多、人口密度第五高的鄉。鄉內人口最多與最少的村分別是中興村與仁勢村，2024年底兩村人口分別為7,805人與991人；人口密度最高與最低的村分別是仁勢村與長安村，2024年底兩村人口密度分別為每平方公里19,585人與202人:53。由於湖口鄉鄰近竹北市，且境內有新竹工業區的設立，因此也吸引部分新竹市與竹北市的外溢人口，而在2020年人口普查中，湖口鄉的常住人口（平日夜間人口）為99,749人，是臺灣常住人口最多的鄉，而其平日日間人口也較常住人口多約2萬人。

## 政治

### 歷屆鄉長
| 任次 | 姓名   | 黨派       | 備註                       |
| ---- | ------ | ---------- | -------------------------- |
| 1    | 葉炳煌 | 無黨籍     | 首屆                       |
| 2    | 葉炳煌 | 無黨籍     | 第2次連任                  |
| 3    | 葉炳煌 | 無黨籍     | 第3次連任                  |
| 4    | 黃廷正 | （無資訊） |                            |
| 5    | 羅美炯 | （無資訊） |                            |
| 6    | 羅美炯 | （無資訊） | 連任                       |
| 7    | 甘國濟 | （無資訊） |                            |
| 8    | 黎永增 | 中國國民黨 |                            |
| 9    | 陳濬全 | 中國國民黨 |                            |
| 10   | 陳濬全 | 中國國民黨 | 連任                       |
| 11   | 黃德共 | 中國國民黨 |                            |
| 12   | 范錦標 | 中國國民黨 |                            |
| 13   | 黃德共 | 中國國民黨 | 二次擔任                   |
| 14   | 黃德共 | 中國國民黨 | 連任                       |
| 15   | 張春鳳 | 中國國民黨 |                            |
| 16   | 張春鳳 | 中國國民黨 | 連任                       |
| 17   | 林志華 | 中國國民黨 |                            |
| 18   | 林志華 | 中國國民黨 | 連任，2022年7月6日任內病逝 |
| 18   | 陳能鎬 | （無資訊） | 2022年7月8日就職代理鄉長   |
| 19   | 吳淑君 | 中國國民黨 |                            |

### 鄉政組織
湖口鄉公所是湖口鄉最高層級的地方行政機關，在中華民國政府架構中為鄉自治的行政機關，同時負責執行縣政府及中央機關委辦事項，湖口鄉的自治監督機關為新竹縣政府。鄉長由全體鄉民直接選舉產生，任期為4年，可連選連任一次。湖口鄉公所並置鄉政會議，為鄉政最高決策機構，在鄉長之下，設有5課4室等9個內部單位及3個附屬機關。
湖口鄉民代表會是湖口鄉的最高民意機關，代表湖口鄉全體鄉民立法和監察鄉政。鄉民代表由公民直選選出，任期為4年，可連選連任。湖口鄉民代表會共有13位鄉民代表，分別為第一選區4席鄉民代表、第二選區5席鄉民代表、第三選區3席鄉民代表、第四選區1席鄉民代表，主席、副主席由13位鄉民代表互選產生。

### 政府行政機關
軍事單位
- 陸軍裝甲兵訓練指揮部
- 陸軍部隊訓練北區聯合測考中心
- 裝甲542旅（迅雷部隊）
- 裝甲584旅（登步部隊）

民生相關單位
- 新竹縣政府消防局第三大隊湖口分隊
- 新竹縣政府消防局第三大隊新工分隊
- 新竹縣政府警察局新湖分局
- 新竹縣政府警察局新湖分局湖口派出所
- 新竹縣政府警察局新湖分局湖鏡派出所
- 新竹縣政府警察局新湖分局新工派出所
- 新竹縣新湖地政事務所
- 新竹縣湖口鄉戶政事務所
- 台灣自來水公司湖口營運所
- 台灣電力公司湖口服務所
- 新竹縣政府環境保護局柴油車排煙檢測站
- 農業部農田水利署桃園管理處湖口工作站

### 行政區
現今湖口鄉行政範圍的確立，來自於1920年，日本將臺灣十二廳改為五州二廳，設湖口庄屬新竹州新竹郡。湖口庄轄湖口、坪頂埔、北窩、糞箕窩、羊喜窩、長岡嶺、崩坡下、上北勢、鳳山崎、波羅汶、下北勢、德盛、和興等14個大字:451。1945年12月27日，改為「湖口鄉」，屬新竹縣新竹區。1950年，裁撤區署，湖口鄉改直隸新竹縣:453。
| 湖口鄉行政區劃 |
|                |

湖口鄉下轄村數20村，鄰數462鄰。

#### 湖口市區
新湖口之市區以湖口車站為核心，朝向中正路一段、中山路二段、忠孝路、民族街、民權街和民生街等主要街道發展，商店行號多聚集在中正路一段、民族街、民權街、民生街及湖口車站一帶。
隨著車站以南的王爺壟區段徵收工程完工及開發，市區藉由成功路、達生路等幹道形成環狀型街廓，王爺壟區段內陸續完成多項公共建設也促使湖口市區向外擴大發展中。
湖口與其他的鄉鎮稍有區別，乃因舊縱貫鐵路路線原經現有中山高速公路路廊，於1929年（昭和4年）改線，自此舊市區（老湖口，即湖口老街）之大湖口驛（現為老湖口天主堂）廢站，轉移至新市區。因此新湖口市區處於現有湖口車站附近，但是老湖口卻依然在日治時期之縱貫道（現為台1線）旁，離新湖口市區約3公里，車程約5分鐘。

## 經濟

### 農業
地形自台地至丘陵地發展著多元的農產業，湖口台地未有大型河川流經，因應開墾灌溉需求，先人修築多條灌溉水利圳和全縣數量最多的埤塘，時至今日水稻栽種依然是湖口鄉主要的農產業；而在丘陵地上栽種茶葉的歷史可追朔到清領時期，然而茶葉的栽種面積不大，現已多轉型為苦茶油兼併觀光休閒產業發展。

### 工業
境內波羅汶山的土質多為紅土，1950年代曾發展過紅磚塊和紅磚瓦的磚窯產業，因大量開採導致品質不佳，磚窯產業最終沒落僅剩遺址；然而紡織業同樣曾為地方發展的重要角色，現則是多數地方狀老年世代心中的回憶。當今的工業發展以新竹工業區之科技與製造業聞名全台，其著名為新普科技、錸德科技、力成科技、三陽工業、台灣車輛等公司。2018年1月，由新竹縣政府主導開發的新竹鳳山工業區開工，未來將提供周遭新竹科學園區與新竹工業區廠區不足的擴廠需求，促進產業技術集中化，有助於地方經濟發展。

### 商業
隨著數十載之間工業蓬勃的發展，著實帶動地方的商業和金融業發展，以湖口車站前為市區內多家的金融機構因應而生，1956年設立台灣中小企業銀行；1966年12月設立新竹國際商業銀行（前身為新竹區中小企業銀行，今為渣打國際商業銀行）；1975年4月設立台灣土地銀行等。

## 教育

#### 大專院校
- 中國科技大學（新竹校區）

#### 高級中等學校
- 新竹縣立湖口高級中學

#### 國民中學
- 新竹縣立湖口高級中學附設國中部
- 新竹縣立新湖國民中學
- 新竹縣立中正國民中學

#### 國民小學
- 新竹縣湖口鄉湖口國民小學
- 新竹縣湖口鄉長安國民小學
- 新竹縣湖口鄉信勢國民小學
- 新竹縣湖口鄉新湖國民小學
- 新竹縣湖口鄉中興國民小學
- 新竹縣湖口鄉和興國民小學
- 新竹縣湖口鄉華興國民小學

## 醫療
- 湖口鄉衛生所
- 天主教仁慈醫療財團法人仁慈醫院[27]

## 交通

### 鐵路

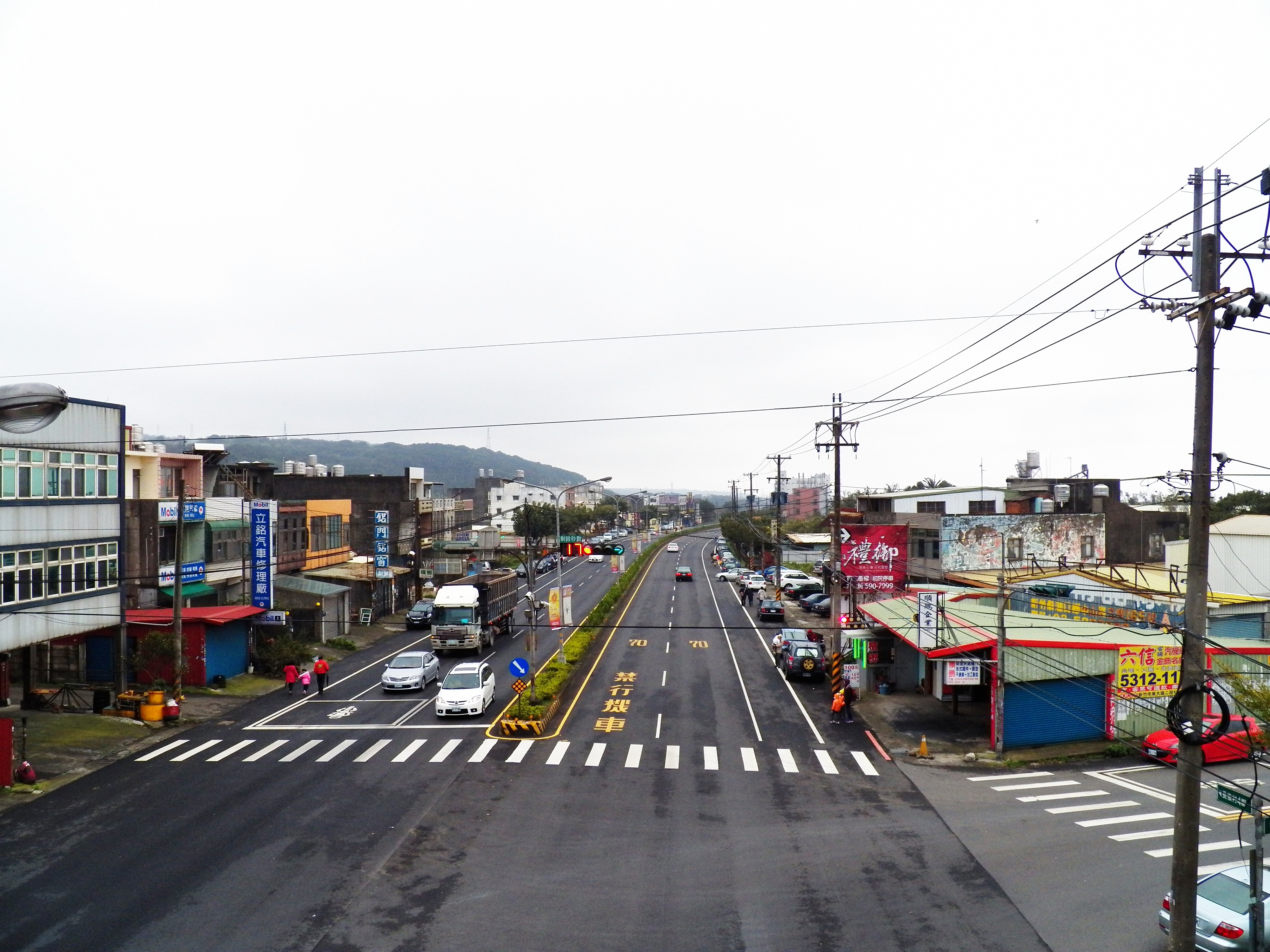
湖口鄉長嶺村的台1線（八德路三段）

台灣鐵路管理局
- 縱貫線：
  -  北湖車站
  -  湖口車站

### 公路
- 國道一號（中山高速公路）
  - 湖口交流道（83）
  - 湖口服務區（86）
- 台1線
- 台31線：（蘆竹區－大園區－中壢區－新屋區－楊梅區－湖口鄉）30.003K終點，台1線岔路
- 縣道117號：（ 新豐鄉－湖口鄉－新埔鎮－竹北市－東區－香山區 ）

### 客運
- 新竹客運
  - 湖口站：新竹縣湖口鄉中山路二段90號
    - 5607：湖口－三元宮 －二湖－楊梅
    - 5611：湖口－後湖－新庄子
    - 5612：湖口－舊湖口 －鳳山村－榮民所－新豐－竹北口－新竹
    - 5613：湖口－舊湖口 - 鳳山村－榮民所（部分班次使用低底盤公車）
    - 5622：湖口－陸橋－新豐－竹北口－新竹（部分班次使用低底盤公車）
    - 5624：湖口－富岡－楊梅－埔心－宋屋－中壢（部分班次使用低底盤公車）
    - 5643：湖口－舊湖口－窩尾－太平窩口－新埔
- 科技之星交通
  - 快捷5號 湖口工業區↔高鐵新竹站（經明新科大）[28]

## 觀光人文

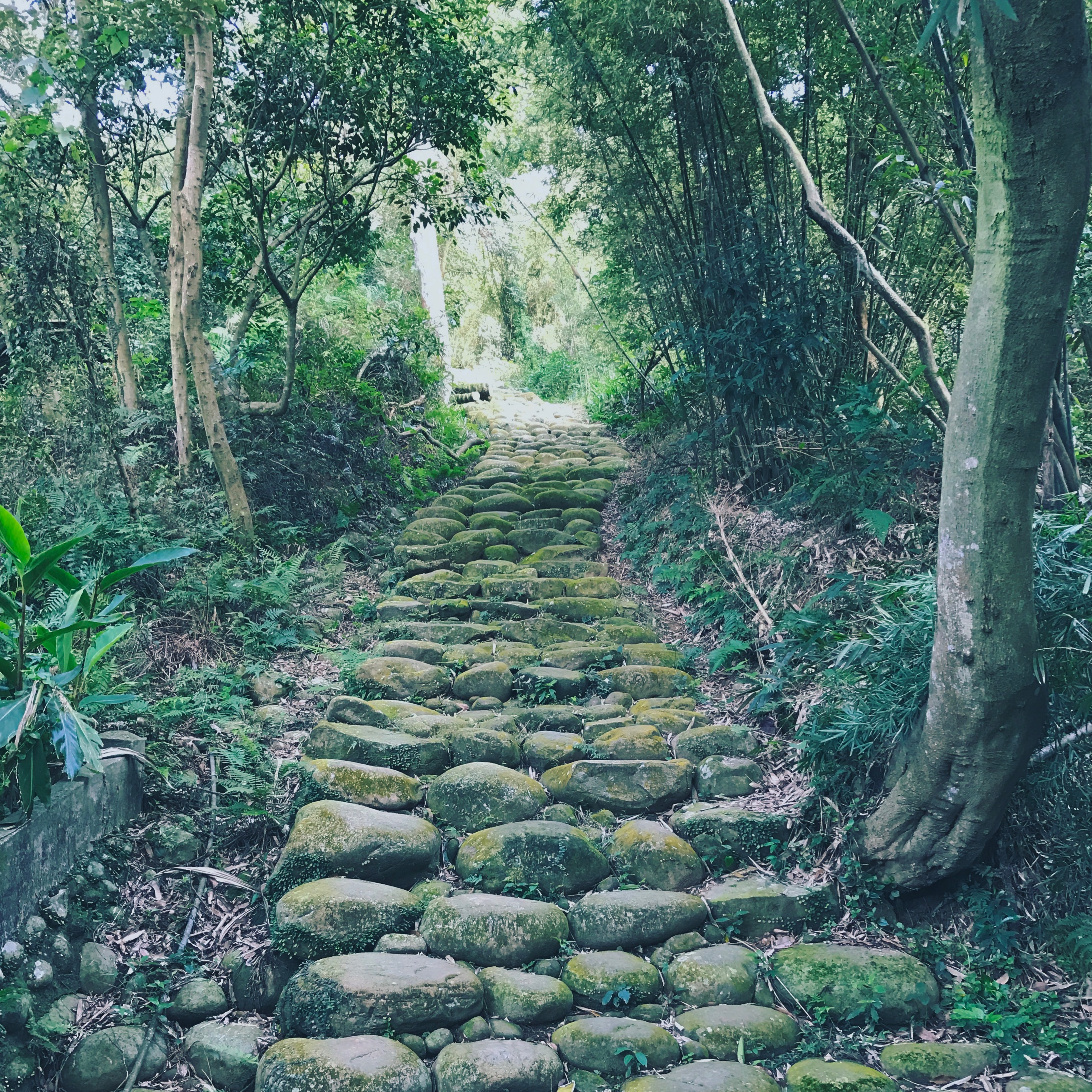
漢卿步道

### 有形文化資產(古蹟、歷史建築)
- 湖口老街
- 老湖口三元宮[29]
- 老湖口天主堂[30]
- 新湖口學校講堂[31]
- 湖口裝甲新村(乙村)[32]
- 大湖口車站公園
- 老湖口八角樓

### 無形文化資產
- 湖口鄉行春宴[33]

湖口鄉的特殊傳統習俗，名為「食福」，習俗起於明末清初，自湖口三元宮從1918年落成開始就一直沿襲迄今。起初是為搭配媽祖出巡隊伍休息舉辦的「食福」活動演變而來，現在也稱「行春宴」。

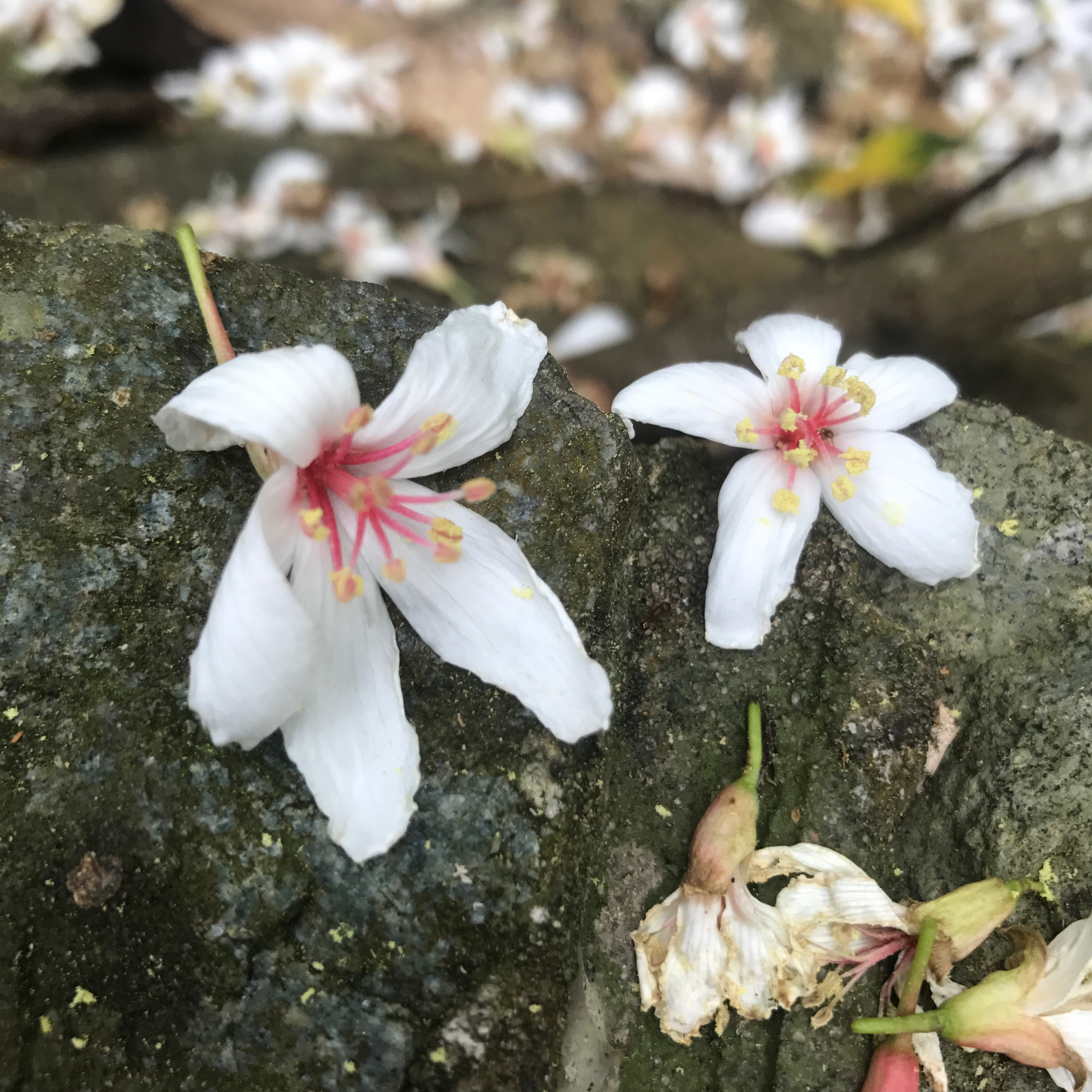
油桐花

這項活動以當地湖口老街的「三元宮」為祭祀中心，每年由湖鏡、湖南、湖口、長安、長嶺與羊喜窩等5村6庄輪流舉辦。輪值的村將在每年農曆正月初六媽祖由北港回鑾的第一個星期日主持舉辦，為定期祭祀後的郊野盛宴。

### 觀光景點、設施
- 湖口服務區
- 湖口客家文創園區
- 再興高爾夫俱樂部[34]
- 松湖休閒親子莊園
- 漢卿步道
- 金獅寺步道
- 仁和步道
- 采香步道
- 祥湖步道
- 湖口客家油桐花季
- 金獅寺眺望台
- 湖口珍貴老榕樹
- 湖口觀光茶園
- 湖口柑桔觀光果園
- 箕山露營區
- 牛車驛站
- 百年大樟樹
- 湖口攀岩教會
- 新竹工業區內觀光工廠

### 氏族
- 戴拾和
- 范八茂
- 張六和
- 陳四源
- 周三合

## 外部連結
- 湖口鄉公所 （页面存档备份，存于）
- 湖口鄉公所的Facebook專頁
- YouTube上的湖口鄉公所頻道
- 新竹工業區 （页面存档备份，存于）